# Tim Köhler
Tim Köhler (* 2. Mai 2005 in Leipzig) ist ein deutscher Fußballspieler.

## Werdegang
Der Innenverteidiger begann seine Karriere beim Leipziger Stadtteilverein TSV Böhlitz-Ehrenberg und wechselte im Sommer 2014 in die Jugendabteilung von RB Leipzig. Für die Leipziger spielte Köhler in der B-Junioren-Bundesliga, der A-Junioren-Bundesliga sowie in der UEFA Youth League. Im November 2023 unterschrieb Köhler einen Profivertrag bis 2026. Zu diesem Zeitpunkt stand er bereits dreimal im Kader der Profimannschaft, kam jedoch nicht zu einem Einsatz. Für die Saison 2024/25 wurde Tim Köhler an den Drittligisten SC Verl verliehen. Er gab sein Profidebüt am 1. September 2024 beim 2:1-Sieg bei der zweiten Mannschaft von Hannover 96. In der 83. Minute wurde Köhler für Timur Gayret eingewechselt.
Am 8. August 2025 wechselte Köhler zur zweiten Mannschaft des VfB Stuttgart.